# Universidad de Alaska Fairbanks
La Universidad de Alaska Fairbanks (del inglés: University of Alaska Fairbanks), localizada en Fairbanks, Alaska, EE. UU., es la más importante del Sistema Universitario de Alaska; se abrevia Alaska o UAF.

## Historia
Esta universidad tiene sus orígenes en una estación experimental agrícola del año 1905. En 1917 se constituyó la Alaska Agricultural College and School of Mines. En 1931 absorbió varias instalaciones, y en 1935 la legislatura territorial de Alaska la bautizó Universidad de Alaska.
A medida que la universidad se fue expandiendo por todo el estado, el campus de Fairbanks pasó a ser conocido como la Universidad de Alaska Fairbanks en 1975; las otras dos instituciones relevantes son la the Universidad de Alaska Anchorage y la Universidad de Alaska Sudeste en Juneau.